# NGC 3544
NGC 3544 este o intermediate spiral galaxy⁠(d) situată în constelația Cupa. A fost descoperită în 8 martie 1790 de către William Herschel. Se află la o distanță de 48,98 de megaparseci de Pământ.